# SK Bad Wimsbach 1933
Der Sportklub Bad Wimsbach 1933 ist ein Fußballverein aus dem oberösterreichischen Bad Wimsbach-Neydharting im Bezirk Wels-Land. Der Verein gehört dem Oberösterreichischen Fußballverband (OÖFV) an und spielt seit der Saison 2018/19 in der fünfthöchsten Leistungsstufe, der Landesliga West.

## Geschichte
Der SK Bad Wimsbach wurde 1933 gegründet. Ab 1945 nahm man schließlich am Meisterschaftsbetrieb teil. Nach Jahren in den untersten Spielklassen konnte man in der Saison 2005/06 Meister der Bezirksliga Süd werden und somit in die fünftklassige Landesliga West aufsteigen. Nach drei Saisonen musste man jedoch wieder in die Bezirksliga absteigen. In der Saison 2012/13 wurde man Vizemeister hinter ASV St. Marienkirchen und konnte gegen die Union Mondsee schließlich die Relegation gewinnen und trotzdem aufsteigen.
In der Saison 2015/16 gewann Bad Wimsbach das Finale des Baunti Landescups gegen den SV Grieskirchen und durfte somit am ÖFB-Cup teilnehmen. Im ÖFB-Cup 2016/17 traf man in der 1. Runde auf den Regionalligisten SV Austria Salzburg. Das Spiel gewann man mit 3:1. In der 2. Runde schied man mit einer 0:5-Niederlage gegen den Bundesligisten SK Sturm Graz aus.
Nach der Saison 2016/2017 stieg man ab und musste wieder den Weg in die oberösterreichische Bezirksliga antreten.

## Sportplatz
Zwischen 1977 und 1978 wurde ein Spielfeld mitsamt Westtribüne und Klubhaus errichtet. Zwischen 1993 und 1994 wurde zudem ein Trainingsplatz mit Flutlichtanlage erbaut. Zwischen 2004 und 2006 wurde zusätzlich die Osttribüne errichtet. Das Hofmaninger-Stadion bietet ein Fassungsvermögen von ca. 4000 Zuschauern. Davon sind 600 Sitzplätze überdacht und ca. 3400 Stehplätze.